# سوسنا-کیتسکی
سوسنا-کیتسکی (به لهستانی:  Sosna-Kicki) یک روستا در لهستان است که در گمینا سوخوژبره واقع شده‌است.